# عقد لمفية مجاورة للمستقيم
العُقَدُ اللِّمْفِيَّةُ المُجَاوِرَةُ للمُسْتَقيم(بالإنجليزية: Pararectal lymph nodes)‏، متصلة بالغلالة العضلية للمستقيم.
وهي ترشح القولون الهابط و أجزاء من القولون السيني والجزء العلوي من المستقيم. الأوعية اللمفية الصادرة عنها تمر بالعُقَدُ اللِّمْفِيَّةُ أَمامَ الأَبْهَر.

## انظرأيضاً
- خط مسنن